# Saison 2017-2018 du Stade français Paris rugby
Cette page présente la saison 2017-2018 du Stade français Paris rugby en Top 14 et en Challenge européen.

## Entraîneurs
- Robert Mohr : Directeur sportif
- Greg Cooper : Manager sportif (jusqu'au 28 janvier 2018)
- Julien Dupuy : Entraineur des arrières
- Olivier Azam : Entraineur des avants
- John Haggart : Coach de la défense

## Effectif 2017-2018
| Nom                     | Poste     | Naissance         | Nationalité sportive | Sélections | Dernier club              | Arrivée au club (année) |
| ----------------------- | --------- | ----------------- | -------------------- | ---------- | ------------------------- | ----------------------- |
| Zurab Zhvania           | Pilier    | 23 septembre 1991 | Géorgie              |            | RC AIA Kutaisi (en)       | 2011                    |
| Heinke van der Merwe    | Pilier    | 5 mars 1985       | Afrique du Sud       |            | Leinster Rugby            | 2013                    |
| Sakaria Taulafo         | Pilier    | 29 janvier 1983   | Samoa                |            | London Wasps              | 2013                    |
| Jean-Baptiste de Clercq | Pilier    | 23 février 1994   | Belgique             |            | Stade montois             | 2014                    |
| Giorgi Melikidze        | Pilier    | 24 mai 1996       | Géorgie              | -          | Kharebi Rustavi           | 2015                    |
| Emmanuel Felsina        | Pilier    | 22 février 1985   | France               | -          | Lyon OU                   | 2015                    |
| Paul Alo-Emile          | Pilier    | 21 décembre 1991  | Australie            | -          | Melbourne Rebels          | 2015                    |
| Siegfried Fisiihoi      | Pilier    | 8 juin 1987       | Tonga                |            | Chiefs                    | 2017                    |
| Eliès el Ansari         | Pilier    | 22 janvier 1997   | France               | -          | RC Massy                  | 2017                    |
| Lorenzo Cittadini       | Pilier    | 17 décembre 1982  | Italie               |            | Aviron bayonnais          | 2017                    |
| Ramiro Herrera          | Pilier    | 4 février 1989    | Argentine            |            | Jaguars                   | 2017                    |
| Lucas Guillermin        | Pilier    | 2000              | France               | -          | FC Grenoble               | 2017                    |
| Gurthrö Steenkamp       | Pilier    | 12 juin 1981      | Afrique du Sud       |            | Stade toulousain          | 2017                    |
| Lucas Da Silva          | Talonneur | 19 décembre 1997  | France               | -          | Formé au club             | 2016                    |
| Laurent Sempéré         | Talonneur | 9 juillet 1985    | France               | -          | Racing Métro 92           | 2008                    |
| Rémi Bonfils            | Talonneur | 26 septembre 1988 | France               | -          | PUC                       | 2008                    |
| Laurent Panis           | Talonneur | 23 avril 1993     | France               | -          | Formé au club             | 2013                    |
| Craig Burden            | Talonneur | 13 mai 1985       | Afrique du Sud       | -          | Montpellier HR            | 2016                    |
| Maxime Gau              | Talonneur | 5 décembre 1990   | France               | -          | La Rochelle               | 2017                    |
| Alexandre Flanquart     | 2e ligne  | 9 octobre 1989    | France               |            | Lille Rugby               | 2006                    |
| Matthieu De Giovanni    | 2e ligne  | 10 janvier 1994   | France               | -          | Formé au club             | 2014                    |
| Paul Gabrillagues       | 2e ligne  | 3 juin 1993       | France               | -          | Formé au club             | 2014                    |
| Hugh Pyle               | 2e ligne  | 21 septembre 1988 | Australie            | -          | Melbourne Rebels          | 2014                    |
| Brandon Nansen          | 2e ligne  | 3 novembre 1993   | Samoa                |            | North Harbour Rugby Union |                         |
| Sergio Parisse          | 3e ligne  | 13 septembre 1983 | Italie               |            | Benetton Trévise          | 2005                    |
| Antoine Burban          | 3e ligne  | 22 juillet 1987   | France               |            | PUC                       | 2006                    |
| Sylvain Nicolas         | 3e ligne  | 21 juin 1987      | France               | -          | Stade toulousain          | 2013                    |
| Matthieu Ugena          | 3e ligne  | 25 juillet 1995   | France               | -          | Formé au club             | 2014                    |
| Sekou Macalou           | 3e ligne  | 20 avril 1995     | France               | -          | Rugby club Massy Essonne  | 2015                    |
| Willem Alberts          | 3e ligne  | 11 juin 1984      | Afrique du Sud       |            | Sharks                    | 2015                    |
| Charlie Francoz         | 3e ligne  | 3 juin 1998       | France               | -          | Stade Rochelais           | 2017                    |
| Bakary Meité            | 3e ligne  | 30 septembre 1983 | Côte d'Ivoire        | -          | AS Béziers                | 2017                    |
| Steevy Cerqueira        | 3e ligne  | 9 août 1993       | France               | -          | AS Béziers                | 2017                    |
| Clément Daguin          | Mêlée     | 25 mai 1992       | France               | -          | RC Massy                  | 2015                    |
| Arthur Coville          | Mêlée     | 4 février 1998    | France               | -          | RC Vannes                 | 2017                    |
| Terry Bouhraoua         | Mêlée     | 29 août 1987      | France               | -          | France VII                | 2017                    |
| Charl McLeod            | Mêlée     | 5 août 1993       | Afrique du Sud       |            | FC Grenoble               | 2017                    |
| Jules Plisson           | Ouverture | 20 août 1991      | France               |            | ACBB Boulogne-Billancourt | 2007                    |
| Morné Steyn             | Ouverture | 11 juillet 1984   | Afrique du Sud       |            | Bulls                     | 2013                    |
| Meyer Bosman            | Ouverture | 14 septembre 1985 | Afrique du Sud       |            | Sharks                    | 2013                    |
| Shane Geraghty          | Ouverture | 12 juin 1986      | Angleterre           |            | Bristol Rugby             | 2017                    |
| Jonathan Danty          | Centre    | 7 octobre 1992    | France               | -          | Formé au club             | 2011                    |
| Paul Williams           | Centre    | 22 avril 1983     | Samoa                |            | Sale Sharks               | 2011                    |
| Théo Millet             | Centre    | 8 juillet 1994    | France               | -          | Formé au club             | 2016                    |
| Jimmy Yobo              | Centre    | 20 février 1992   | France               | -          | RC Toulon                 | 2017                    |
| Julien Arias            | Ailier    | 26 octobre 1983   | France               |            | US Colomiers              | 2004                    |
| Waisea Nayacalevu       | Ailier    | 26 juin 1990      | Fidji                |            | Melbourne RUFC (en)       | 2012                    |
| Romain Martial          | Ailier    | 13 novembre 1984  | France               | -          | Aviron bayonnais          | 2017                    |
| Marvin O'Connor         | Ailier    | 18 avril 1991     | France               | -          | Montpellier HR            | 2017                    |
| Djibril Camara          | Arrière   | 22 juin 1989      | France               | -          | Formé au club             | 2007                    |
| Tony Ensor              | Arrière   | 11 mai 1991       | Nouvelle-Zélande     | -          | Otago                     | 2017                    |

## Calendrier et résultats

### Matchs amicaux
- USA Perpignan - Stade français :  24-12
- US Oyonnax - Stade français :  30-28

### Top 14
| - Stade français - Lyon OU : 16-25 - Stade français - Stade rochelais : 35-24 - Union Bordeaux Bègles - Stade français : 30-10 - Stade toulousain - Stade français : 53-17 - Stade français - RC Toulon : 15-19 - Section paloise - Stade français : 23-25 - Stade français - Montpellier HR : 31-20 - ASM Clermont - Stade français : 33-10 - CA Brive - Stade français : 20-19 - Stade français - US Oyonnax : 39-35 - SU Agen - Stade français : 29-13 - Stade français - Racing 92 : 27-17 - Castres olympique - Stade français : 28-6 | - Lyon OU - Stade français : 44-3 - Stade rochelais - Stade français : 31-7 - Stade français - Union Bordeaux Bègles : 22-12 - Stade français - Stade toulousain : 33-37 - RC Toulon - Stade français : 43-5 - Stade français - Section paloise : 5-40 - Montpellier HR - Stade français : 28-16 - Stade français - ASM Clermont : 50-13 - Stade français - CA Brive : 30-22 - US Oyonnax - Stade français : 33-27 - Stade français - SU Agen : 34-36 - Racing 92 - Stade français : 28-22 - Stade français - Castres olympique : 23-17 |

| Rang | Club                  | J  | V  | N | D  | Bo | Bd | Pm  | Pe  | Diff | Pts |
| ---- | --------------------- | -- | -- | - | -- | -- | -- | --- | --- | ---- | --- |
| 1    | Montpellier HR        | 26 | 17 | 0 | 9  | 12 | 1  | 752 | 559 | +193 | 81  |
| 2    | Racing 92             | 26 | 18 | 0 | 8  | 5  | 3  | 622 | 478 | +144 | 80  |
| 3    | Stade toulousain      | 26 | 16 | 1 | 9  | 4  | 4  | 719 | 595 | +124 | 74  |
| 4    | RC Toulon             | 26 | 14 | 0 | 12 | 9  | 8  | 766 | 507 | +259 | 73  |
| 5    | Lyon OU               | 26 | 15 | 0 | 11 | 7  | 3  | 689 | 541 | +148 | 70  |
| 6    | Castres olympique     | 26 | 15 | 0 | 11 | 4  | 5  | 638 | 624 | +14  | 69  |
| 7    | Stade rochelais       | 26 | 14 | 1 | 11 | 6  | 3  | 686 | 531 | +155 | 67  |
| 8    | Section paloise       | 26 | 15 | 0 | 11 | 2  | 4  | 590 | 584 | +6   | 66  |
| 9    | ASM Clermont (T)      | 26 | 11 | 1 | 14 | 4  | 4  | 629 | 687 | -58  | 54  |
| 10   | Union Bordeaux Bègles | 26 | 10 | 1 | 15 | 2  | 4  | 557 | 623 | -66  | 48  |
| 11   | SU Agen (P)           | 26 | 10 | 0 | 16 | 2  | 4  | 537 | 757 | -220 | 46  |
| 12   | Stade français Paris  | 26 | 9  | 0 | 17 | 2  | 4  | 540 | 740 | -200 | 42  |
| 13   | Oyonnax Rugby (P)     | 26 | 7  | 3 | 16 | 1  | 4  | 566 | 824 | -258 | 39  |
| 14   | CA Brive              | 26 | 7  | 1 | 18 | 1  | 5  | 485 | 726 | -241 | 36  |

### Coupe d'Europe
Dans le Challenge européen le Stade français fait partie de la poule 4 et est opposé aux Anglais des London Irish, aux Russes du Krasny Yar et Écossais d'Édimbourg.
| - Krasny Yar - Stade français : 34-29 - Stade français - London Irish : 7-44 - Stade français - Krasny Yar : 39-24 | - London Irish - Stade français : 20-26 - Édimbourg - Stade français : 34-33 - Stade français - Édimbourg : 17-10 |

Avec 3 victoires et 3 défaites, le Stade français termine 2e de la poule 4 et est qualifié pour les quarts de finale.
| Rang | Équipe                   | J | V | N | D | Em | Ee | Bo | Bd | Pm  | Pe  | Diff | Pts |
| ---- | ------------------------ | - | - | - | - | -- | -- | -- | -- | --- | --- | ---- | --- |
| 1    | Édimbourg Rugby          | 6 | 5 | 0 | 1 | 38 | 9  | 4  | 1  | 282 | 98  | +184 | 25  |
| 2    | Stade français Paris (T) | 6 | 3 | 0 | 3 | 18 | 19 | 3  | 2  | 151 | 166 | -15  | 17  |
| 3    | London Irish             | 6 | 3 | 0 | 3 | 20 | 20 | 3  | 1  | 169 | 154 | +15  | 16  |
| 4    | Krasny Yar               | 6 | 1 | 0 | 5 | 11 | 39 | 1  | 1  | 106 | 290 | -184 | 6   |

#### Phases finales
Quarts de finale
- Section paloise -  Stade français :  35-32

## Statistiques

### Championnat de France
Meilleurs réalisateurs
| Rang | Joueur            | Poste            | Points | Essais | Transf. | Pén. | Drops |
| ---- | ----------------- | ---------------- | ------ | ------ | ------- | ---- | ----- |
| 1    | Jules Plisson     | Demi d'ouverture | 184    | 1      | 31      | 39   | 0     |
| 2    | Morné Steyn       | Demi d'ouverture | 69     | 1      | 8       | 13   | 3     |
| 3    | Waisea Nayacalevu | Ailier           | 55     | 11     | 0       | 0    | 0     |
| 4    | Tony Ensor        | Arrière          | 25     | 5      | 0       | 0    | 0     |
| 5    | Jimmy Yobo        | Centre           | 20     | 4      | 0       | 0    | 0     |

Meilleurs marqueurs
| Rang | Joueur            | Poste                | Essais |
| ---- | ----------------- | -------------------- | ------ |
| 1    | Waisea Nayacalevu | Ailier               | 11     |
| 2    | Tony Ensor        | Arrière              | 5      |
| 3    | Jimmy Yobo        | Centre               | 4      |
| 4    | Julien Arias      | Ailier               | 2      |
| 5    | Antoine Burban    | Troisième ligne aile | 2      |